# Challain-la-Potherie
Challain-la-Potherie ist eine französische Gemeinde mit 811 Einwohnern (Stand: 1. Januar 2022) im Kanton Segré-en-Anjou Bleu im Arrondissement Segré im Département Maine-et-Loire und in der Region Pays de la Loire. Die Einwohner werden Chalainois genannt.

## Geografie
Challain-la-Potherie liegt etwa 55 Kilometer ostnordöstlich von Angers in der Segréen. Umgeben wird Challain-la-Potherie von den Nachbargemeinden Ombrée d’Anjou im Norden und Westen, Loiré im Osten, Angrie im Südosten, Vallons-de-l’Erdre im Süden, Le Pin im Südwesten sowie La Chapelle-Glain im Westen und Südwesten.

## Bevölkerungsentwicklung
| 1962                       | 1968 | 1975 | 1982 | 1990 | 1999 | 2006 | 2018 |
| -------------------------- | ---- | ---- | ---- | ---- | ---- | ---- | ---- |
| 1175                       | 1141 | 972  | 945  | 873  | 774  | 801  | 800  |
| Quellen: Cassini und INSEE |      |      |      |      |      |      |      |

## Sehenswürdigkeiten
- Kirche Notre-Dame aus dem 18. Jahrhundert
- Schloss Challain-la-Potherie aus dem 19. Jahrhundert
- Herrenhaus La Cour des Aulnays aus dem 16. Jahrhundert
- Herrenhaus Le Grand-Marcé aus dem 15./16. Jahrhundert
- Windmühle von Le Merat aus dem 19. Jahrhundert

Siehe auch: Liste der Monuments historiques in Challain-la-Potherie

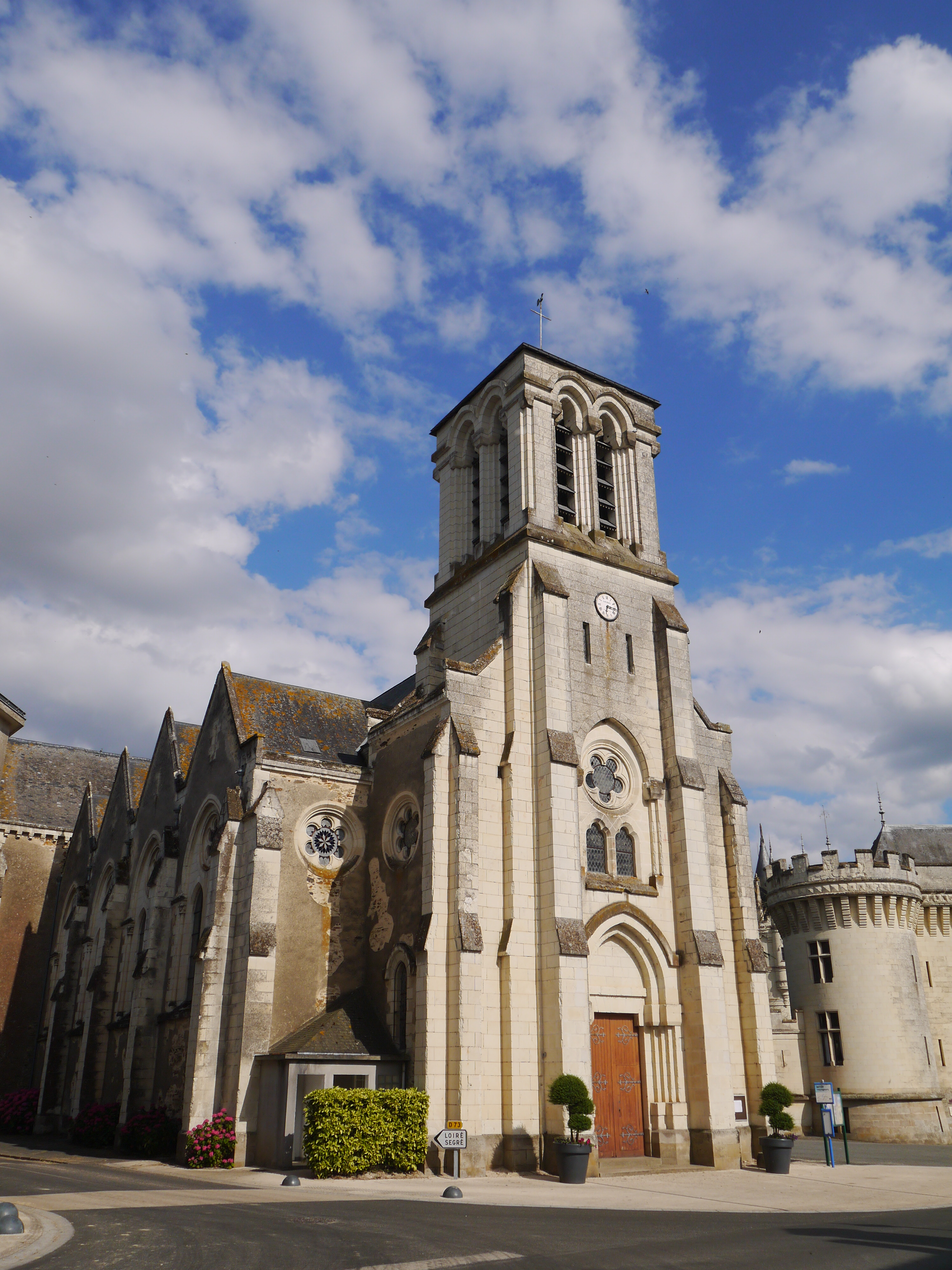
Kirche Notre-Dame
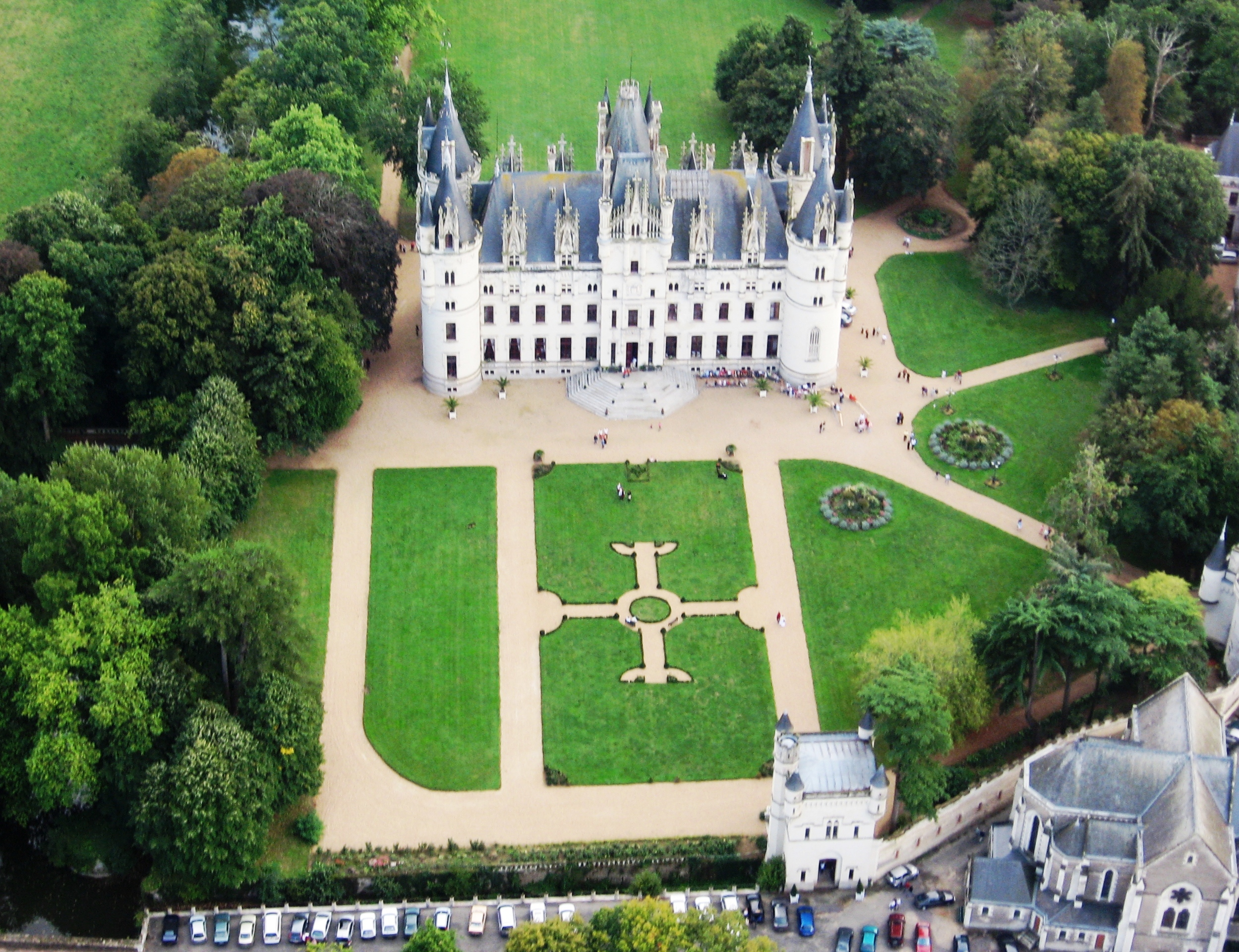
Schloss Challain-la-Potherie
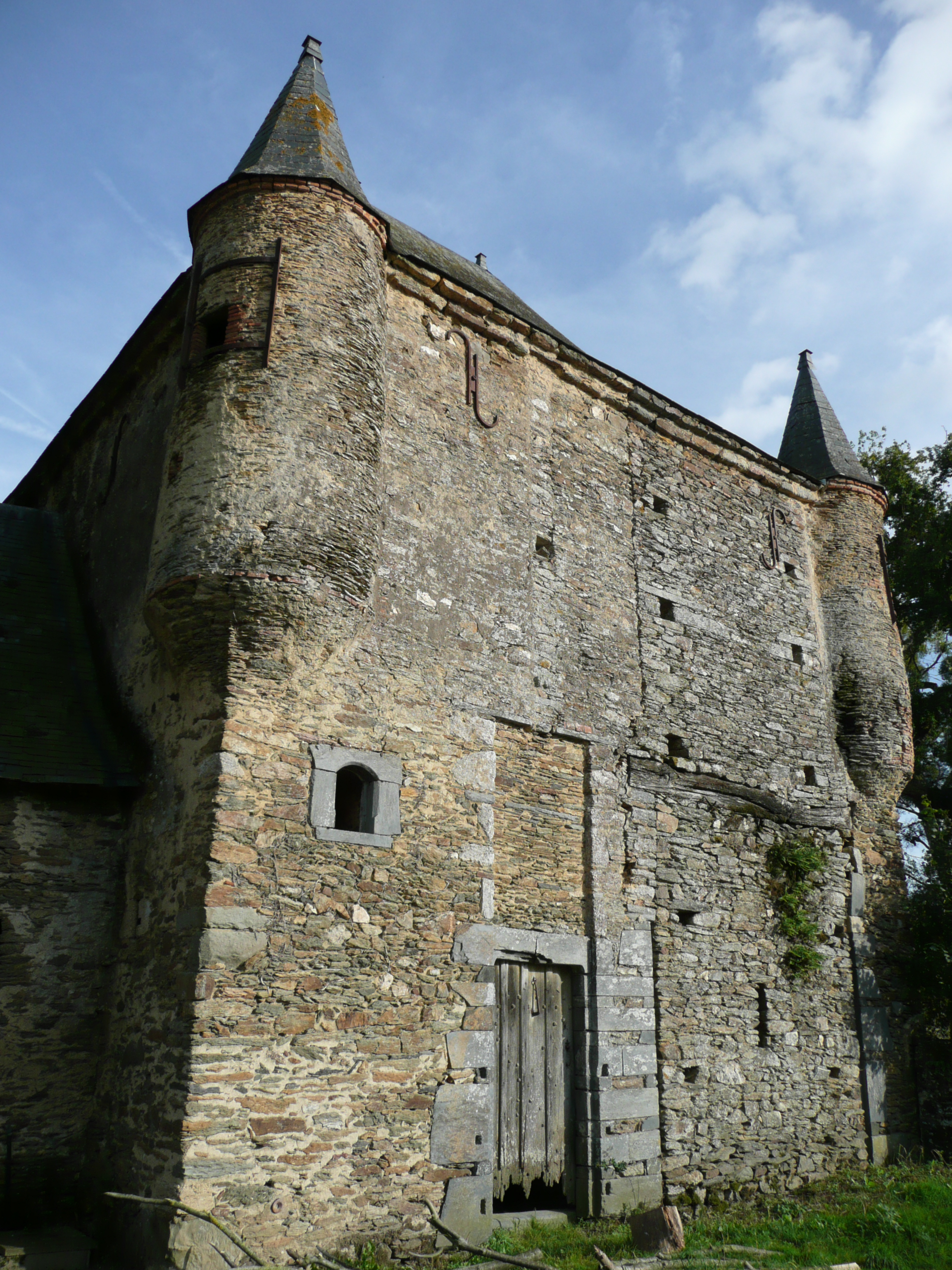
Herrenhaus La Cour des Aulnays
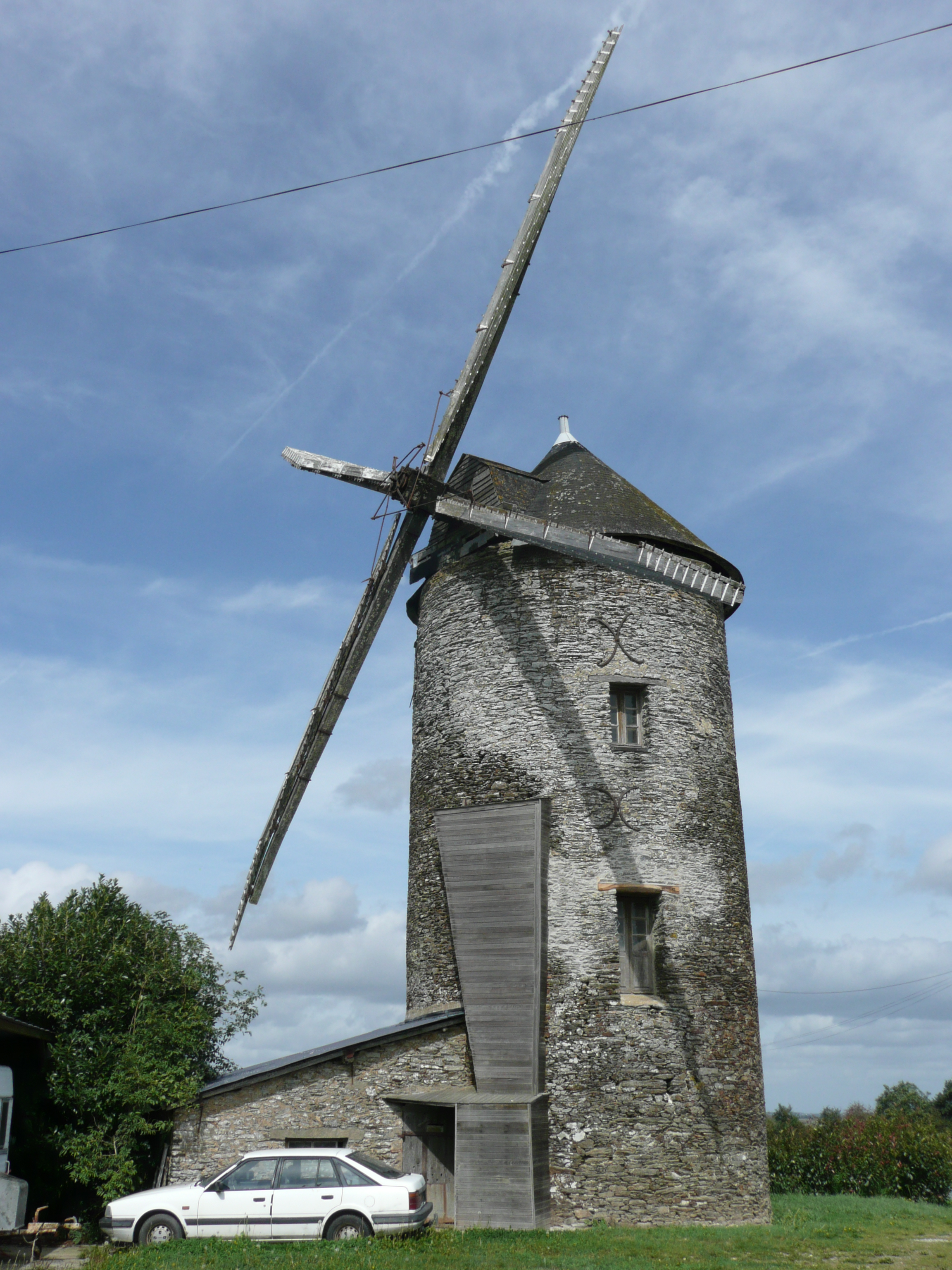
Windmühle von Le Merat